# خرچنگ شناگر آبی‌رنگ
خرچنگ شناگر آبی‌رنگ (نام علمی: Portunus pelagicus) نام یک گونه از سرده خرچنگ‌های شناگر است.